# Náboženství a internet
Náboženství a internet jsou spolu provázány širokou škálou různorodých vzájemných vztahů. S příchodem internetu se mnohé náboženské směry začaly zajímat o toto médium, které se jevilo jako vhodný nástroj nejen pro jejich prezentaci. V současné době existuje takřka nepočítaně webových stránek, které se nějakým způsobem zabývají náboženstvím.

## Klasifikace
S problematikou studia náboženství na internetu se objevily i první návrhy, jak weby o náboženství klasifikovat. Americký sociolog náboženství Chris Helland v této souvislosti nabídl řešení rozdělit náboženství na internetu na:
1. religion on-line (náboženství on-line)
2. on-line religion (on-linové náboženství)

Do první kategorie pak zařadil takové weby, které jsou zpravovány oficiálním proudem nějaké náboženské skupiny využívající webový prostor pro prezentaci. Naopak ve druhé skupině se nacházejí internetové stránky, které tvoří širší, avšak většinou neoficiální proud prezentace náboženství na internetu. V tomto případě pak takové weby často obsahují diskuzní fóra, chatovací místnosti apod.
Podobně jako Helland nabídla další možnou klasifikaci socioložka A. Karaflogková, která však rozlišuje náboženství na kyberprostoru (religion on cyberspace), které přibližně odpovídá Hellandovu náboženství on-line, a náboženství v kyberprostoru (religion in cyberspace), které je prakticky totožné s charakteristikami druhé skupiny Hellandova rozdělení.

## Odborný zájem
Těmto novým fenoménům je věnován i odborný religionistický zájem. Již roku 2015 vyšlo speciální číslo religionistického časopisu Dingir věnované tématu Náboženství v kyberprostoru. Roku 2023 se na Pedagogické fakultě Trnavské univerzity konala konference Náboženství v kyberprostoru.